# Sankt Georgen Airport
Sankt Georgen Airport (tyska: Flugplatz Sankt Georgen) är en flygplats i Österrike.   Den ligger i distriktet Amstetten och förbundslandet Niederösterreich, i den nordöstra delen av landet, 110 km väster om huvudstaden Wien. Sankt Georgen Airport ligger 250 meter över havet.
Terrängen runt Sankt Georgen Airport är kuperad åt sydost, men åt nordväst är den platt. Sankt Georgen Airport ligger nere i en dal. Närmaste större samhälle är Amstetten, 6,2 km väster om Sankt Georgen Airport. 
Omgivningarna runt Sankt Georgen Airport är en mosaik av jordbruksmark och naturlig växtlighet. Runt Sankt Georgen Airport är det ganska glesbefolkat, med 40 invånare per kvadratkilometer.